# 1350年代
1350年代（せんさんびゃくごじゅうねんだい）は、西暦（ユリウス暦）1350年から1359年までの10年間を指す十年紀。

## できごと

### 1350年
- 観応の擾乱(〜1352年)。

### 1351年
- 紅巾の乱おこる。

### 1356年
- 1月10日 - カール4世による金印勅書発布。
- 9月19日 - ポワティエの戦い（百年戦争）。

### 1358年
- ジャックリーの乱。